# Vad, Sala kommun
Vad är en småort i Kumla socken i södra delen av Sala kommun. Orten ligger ungefär 2 km söder om Ransta.
Vad räknades av SCB som en småort 1990, med 6 hektar och 52 invånare. Till sammanställningen 1995 hade orten förlorat sin status som småort. År 2010 räknades den återigen som en småort, då med 53 invånare på 10 hektar.